# Ilioparsis effulgens
Ilioparsis effulgens är en fjärilsart som beskrevs av Lancelot A. Gozmany 1973. Ilioparsis effulgens ingår i släktet Ilioparsis och familjen Lecithoceridae. Inga underarter finns listade i Catalogue of Life.